# Cayo Claudio Marcelo (cónsul 49 a. C.)
Cayo o Gayo Claudio Marcelo  fue un político y militar romano, cónsul en el año 49 a. C. Perteneció a los optimates, el bando conservador del Senado romano.
A veces se le confunde con su primo homónimo Cayo Claudio Marcelo, por lo que, cuando se los quiere distinguir, a este se le llama el Mayor, mientras que a aquel el Menor. Cayo fue además hermano de Marco Claudio Marcelo, cónsul en 51 a. C.
Poco se conoce de él antes de su consulado en 49 a. C. con Lucio Cornelio Léntulo Crus. Fue elegido principalmente por su oposición a Julio César. En el año 50 a. C., todavía como cónsul electo, con Léntulo Crus apoyó la decisión de uno de los cónsules en ejercicio, su primo homónimo, de dar el mando de la guerra contra Julio César a Pompeyo sin el permiso del Senado.
El mismo día que empezó a ejercer el cargo, el 1 de enero de 49 a. C., Marcelo presentó la cuestión de qué hacer con César. No parece que instigó la violencia que causó que Marco Antonio y otros huyeran del Senado en busca de la protección de Julio César, que estaba en Rávena. Aunque sí parece que no hizo nada por detener esta violencia.
Cuando estalló la guerra civil, acompañó a su colega a Capua, luego a Brundisium y finalmente pasaron a Dirraquio como parte del ejército de Pompeyo. En Capua liberaron a los gladiadores y los dispersaron en todas direcciones. Al año siguiente, 48 a. C., aparece mencionado como uno de los comandantes navales de la flota de Pompeyo, y ya no vuelve a ser mencionado lo cual hace pensar que murió en algún combate durante la guerra civil.